# Frystorkning
Den här artikeln handlar om frystorkning av livsmedel. För frystorkning av en människokropp i samband med begravning, se Frystorkning (begravningsskick).

Frystorkning

Frystorkning är en konserveringsmetod. Som den ser ut idag har tekniken använts i cirka 100 år. Det är den mest skonsamma konserveringsteknik som finns eftersom det i produkten under infrysning skapas ett mönster som finns kvar i resten av processen ända fram till färdigtorkad produkt. Materialet nedfryses under atmosfärstryck till låg temperatur (−5 °C till −50 °C). När produkten är helt genomfrusen sänks trycket till 1 mbar eller lägre. Då vandrar isen i produkten i ångform till iskondensorn. Detta kallas sublimering. Iskondensorn är kallare än isen i produkten. Sublimering fungerar genom kalla-väggen principen.
När produkten fryser sker fryskoncentration vilket kan göra produkten mindre homogen. Temperaturen i isen i produkten styrs av trycket. Produktens pelarhöjd är avgörande för processens längd. 1 cm pelarhöjd tar generellt 24h att frystorka.
Frystorkning används även vid konservering av arkeologiskt trä, i samband med impregnering med polyetylenglykol (PEG). Även arkeologiska fynd av läder kan konserveras genom frystorkning. 
Länsmuseet i Kalmar var sannolikt först i världen att frystorka en 3,5 meter lång stockbåt från 1000-talet.
Frystorkning används inom läkemedelsindustri där det finns råvaror som inte tål den höga värmen vid vanlig torkning. Ordet frystorkning har förekommit i svenskt språkbruk sedan 1957.
Metoden har även använts för matvaror, som därigenom fått stor lagringsduglighet. Frystorkad mat (ibland kallad vakuumtorkad) fanns allmänt i livsmedelsbutiker i slutet på 1900-talet, men fick efter hand mindre omfattning. Därefter blev det en vara i butiker för sport och fritid, där kunderna är intresserade även av den låga vikten, med tanke på vad man måste bära med sig vid fjällfärder och liknande. En följd av det minskade kundunderlaget är att frystorkad mat blivit tämligen dyr.

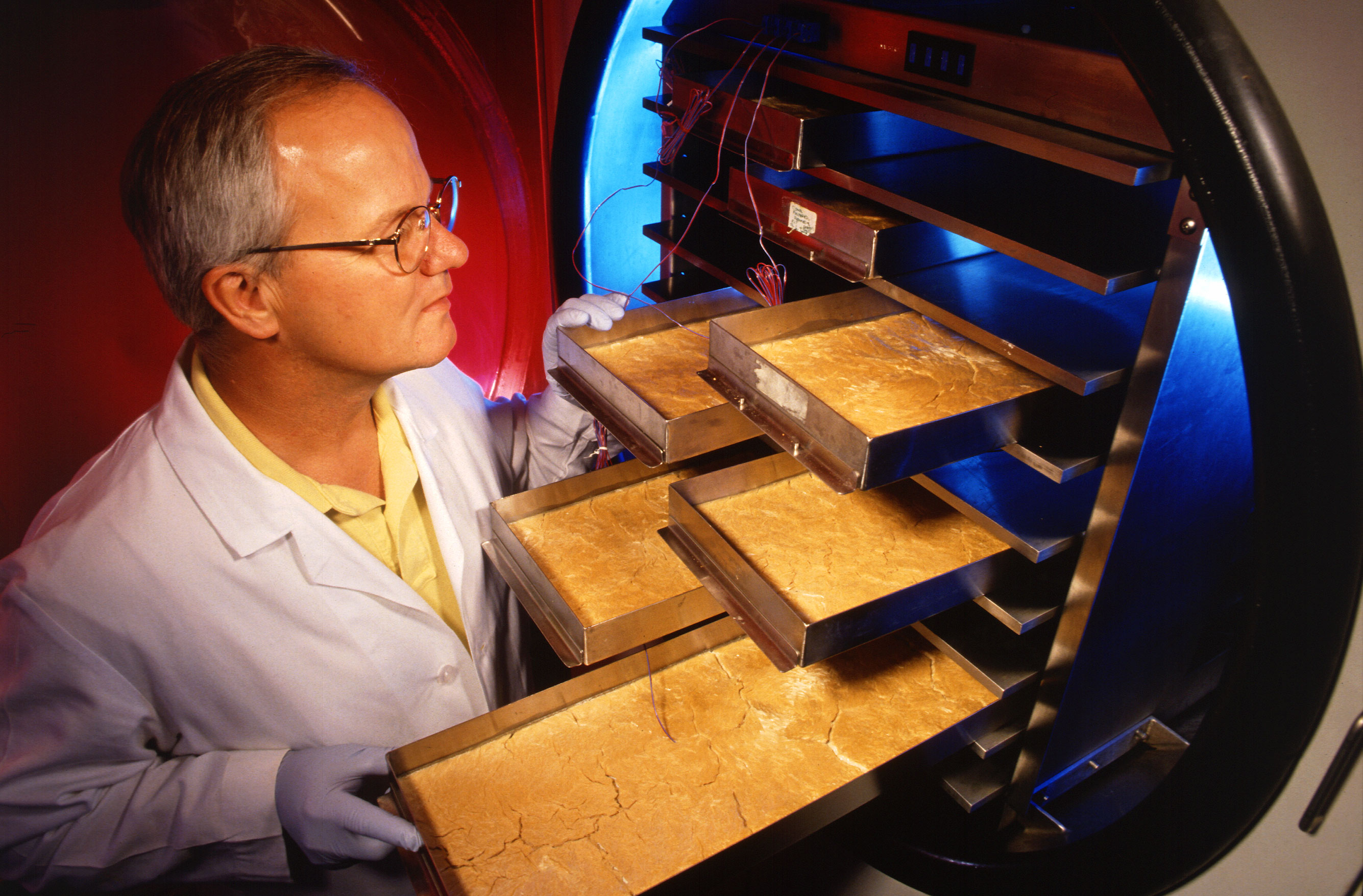
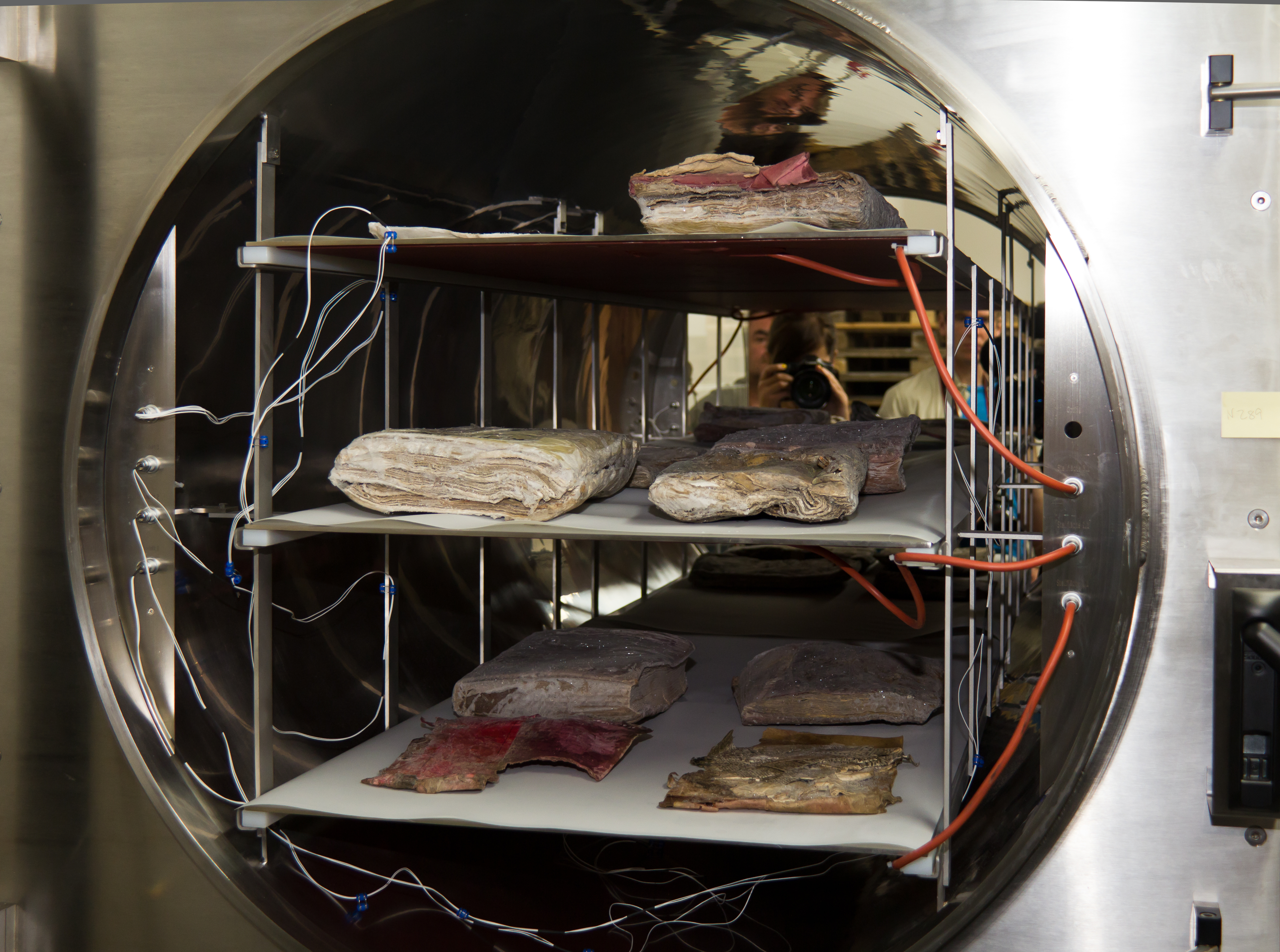
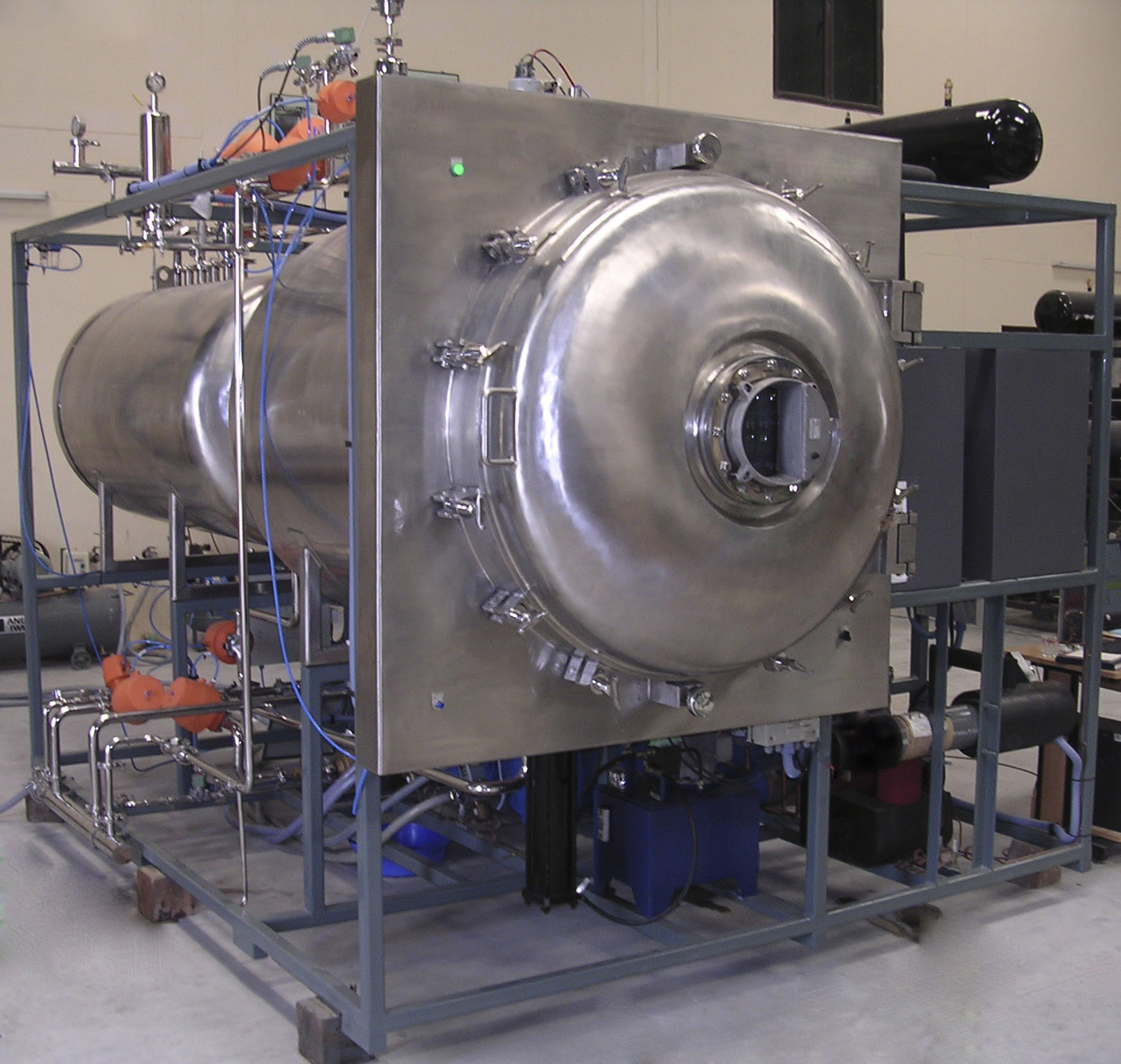
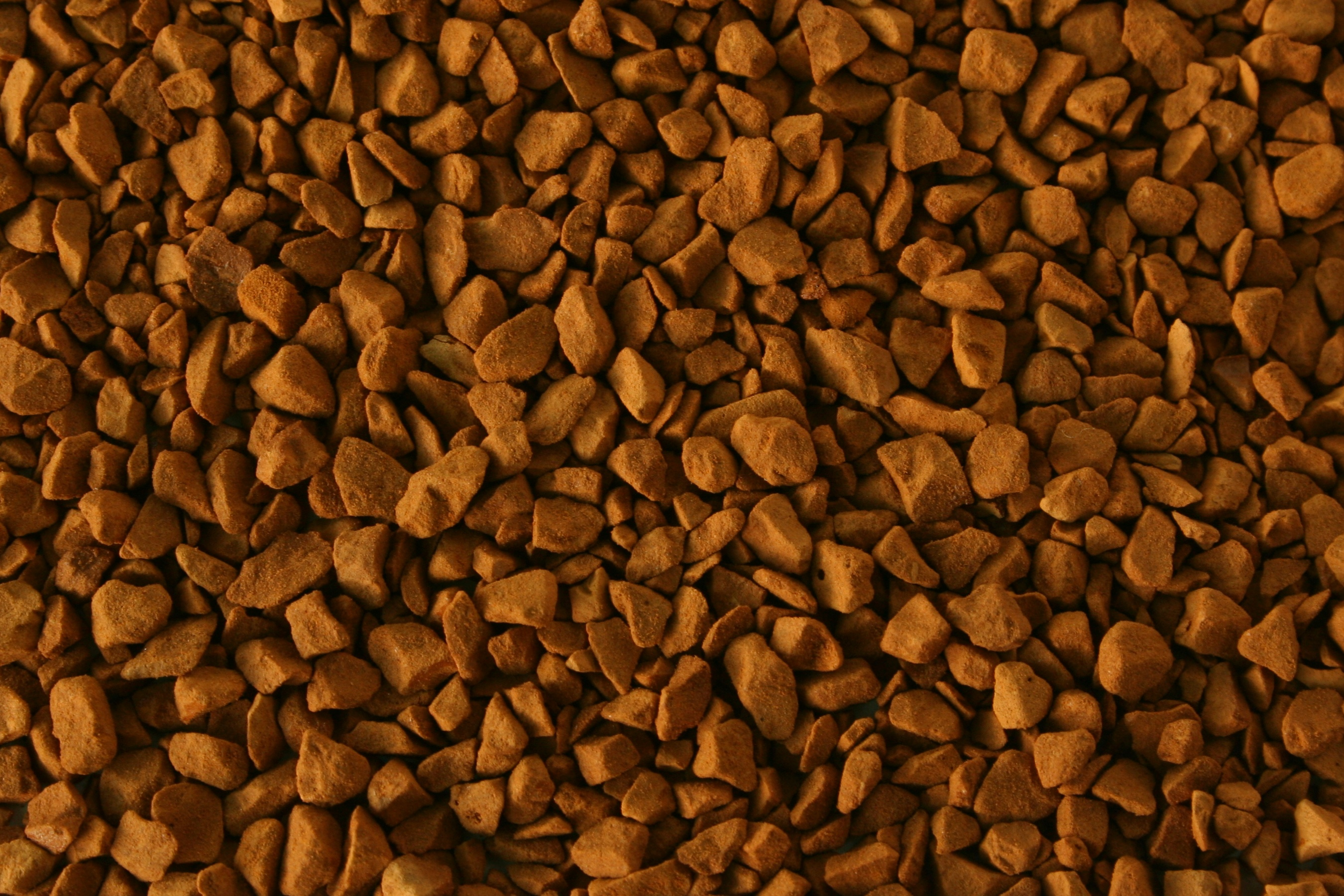
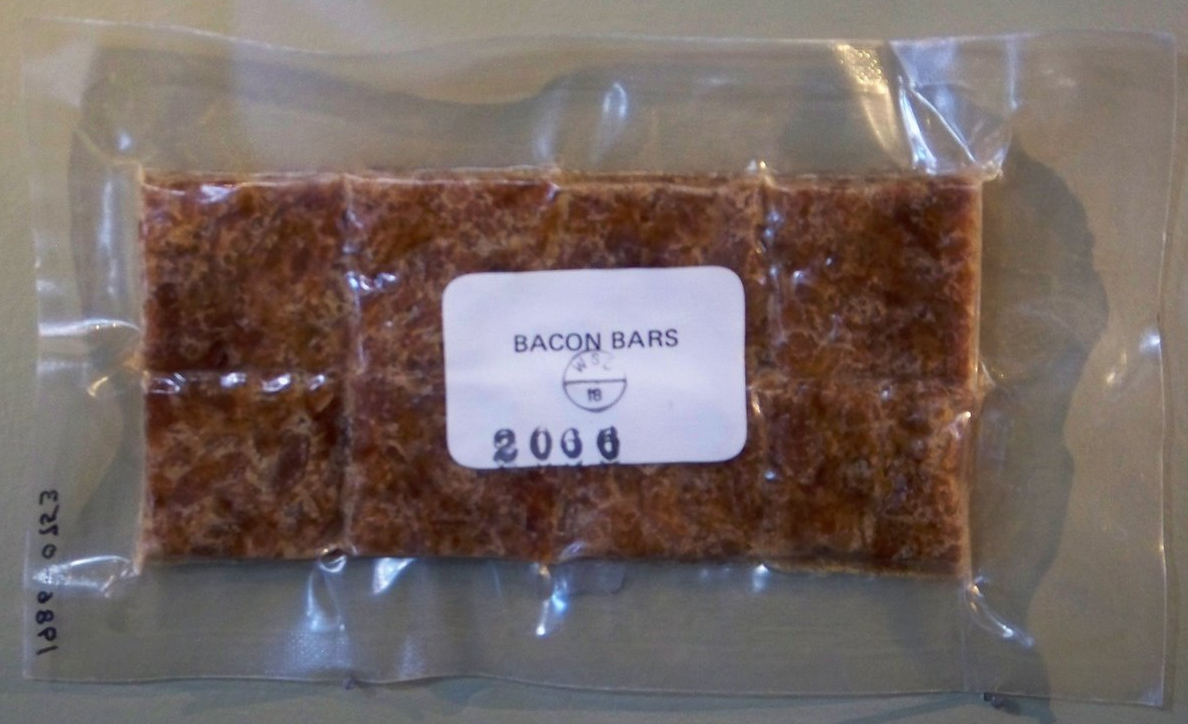